# Hrabia Holderness
Hrabiowie Holderness 1. kreacji (parostwo Anglii)
- dodatkowe tytuły: wicehrabia Haddington, baron Kingston-upon-Thames, lord Ramsay of Barns, lord Ramsay of Melrose
- 1621–1626: John Ramsay, 1. hrabia Holderness

Hrabiowie Holderness 2. kreacji (parostwo Anglii)
- 1644–1682: Rupert Reński

Baronowie Darcy of Meinill 1. kreacji (parostwo Anglii)
- 1641–1654: Conyers Darcy, 1. baron Darcy of Meinill
- 1654–1689: Conyers Darcy, 2. baron Darcy of Meinill

Hrabiowie Holderness 3. kreacji (parostwo Anglii)
- dodatkowe tytuły: baron Darcy de Knayth, baron Conyers, baron Darcy of Meinill
- 1682–1689: Conyers Darcy, 1. hrabia Holderness
- 1689–1692: Conyers Darcy, 2. hrabia Holderness
- 1692–1721: Robert Darcy, 3. hrabia Holderness
- 1721–1778: Robert Darcy, 4. hrabia Holderness